# Семенькасы
Семенькасы́ (чув. Семенкасси) — деревня в Моргаушском районе Чувашской Республики. Входит в состав Орининского сельского поселения.

## География
Находится в северо-западной части Чувашии, на расстоянии приблизительно 2 км на северо-восток по прямой от районного центра села Моргауши.

## История
Известна с 1746 года как деревня Большая Аринина, когда здесь было отмечено 179 мужчин. В 1795 году здесь вместе с выселками отмечено 129 дворов и 664 жителя. В XIX веке (уже Семенькасы) стала околотком села Архангельское, Малое Аринино тож (ныне Оринино). В 1858 году было учтено 37 дворов и 141 житель, в 1906 — 45 дворов и 198 жителей, в 1926 — 42 двора и 215 жителей, в 1939—244 жителя, в 1979—211. В 2002 году было 52 двора, в 2010 — 47 домохозяйств. В 1930 году был образован колхоз «Крестьянин», в 2010 действовал СПК «Оринино».

## Население
Постоянное население составляло 141 человек (чуваши 99 %) в 2002 году, 145 в 2010.